# Genseiryu Karate-do International Federation
De Genseiryu Karate-do International Federation werd opgericht in 1962 door Kunihiko Tosa en Yoshimitsu Furuya.

## Geschiedenis
Een van de eerste leerlingen van sensei Seiken Shukumine (de grondlegger van Genseiryu), Kunihiko Tosa, trainde Genseiryu voor 1953. Vanaf 1953 verzorgde Seiken Shukumine, samen met Kunihiko Tosa, lessen in Japanese Self Defence Forces.
De honbu dojo (het hoofdkantoor) in Tokio werd door Kunihiko Tosa opgericht in 1959. In 1965 werd een tweede dojo gebouwd in de stad Asaka in de prefectuur Saitama. De enige officiële Genseiryu-organisatie die tot aan 1962 duurde, werd opgericht door Seiken Shukumine in 1953. Deze organisatie werd eind 1961 of begin 1962 opgeheven, wat voor Kunihiko Tosa een van de redenen was om de Nippon Karate-do Genseiryu Butokukai op te richten.
In 1962 verliet Seiken Shukumine samen met bijna al zijn studenten de karatewereld, om verder te gaan met zijn nieuwe creatie Taido, een totaal nieuwe vechtsport die niet onder karate valt.
Kunihiko Tosa ging verder om het Genseiryu te promoten, nadat hij het voorstel van Seiken Shukumine, om verder te gaan met Taido, afsloeg. In 1962 richtte hij zijn eigen dojo op en noemde deze Nippon Genseiryu Karate-do Butokukai, tegelijkertijd met de oprichting van de Japan Taido Association door Seiken Shukumine. Hiroyasu Tamae werd eerst aangewezen als president van de organisatie tot aan 1971. Vanaf 1971 nam Kunihiko Tosa de functie over en is tot op de dag van vandaag nog steeds president.
De Butokukai is lid en is de technische organisatie van de Genseiryu Karate-do International Federation. Butokukai is de naam van Tosa sensei's eigen dojo. De Genseiryu Karate-do International Federation heeft wereldwijd ongeveer 150 dojo's. Kunihiko Tosa is Saiko-Shihan en president van deze organisatie, en is vandaag erkend als negende dan binnen het Genseiryu, en officieel erkend als achtste dan binnen het All Japan Karate-do Federation (JKF).

## Wereldwijde hoofdkantoren
- Japan en wereldwijd (geleid door Saiko-Shihan Kunihiko Tosa)
- Brazilië en Zuid-Amerika (geleid door Mr. Antonio de Souza Lima)
- Dominica (geleid door Mr. Mamoru Hidaka)
- Spanje (geleid door Mr. Justino Aguilera)
- Denemarken en Europa (geleid door Mr. Peter Lee)
- Australië (geleid door Mr. Mauro Sagginelli)
- Sri Lanka (geleid door Mr. Anura A, Kathihriarachshi)
- India (geleid door Mr. Sandeep M.Gade)